# L'Estanyol (el Brull)
L'Estanyol és una masia del Brull (Osona) protegida com a Bé Cultural d'Interès Local.

## Descripció
Masia de grans proporcions formada per tres cossos, el més antic dels quals presenta reminiscències d'un gòtic tardà. El cos principal consta de planta, dos pisos i golfes, i té la façana principal al sud, tot i que també s'hi pot accedir des del nord. A aquest cos hi ha un edifici adossat a la part de ponent, de planta quadrada i dos pisos, en el qual es pot veure un doble nivell de galeries al primer i al segon pis. Hi ha restes d'un segon cos afegit al sud, actualment ensorrat, i, finalment, podem veure-hi un pou adossat a l'exterior de la façana nord. Com a conjunt, l'Estanyol se'ns mostra com una casa de grans proporcions i d'aire senyorívol.

## Història
Masia existent a la baixa Edat Mitjana amb importants reformes fetes en el decurs dels segles xviii i xix. Actualment es troba en curs de restauració (1989) per esdevenir part de les instal·lacions del club de Golf. La restauració afecta la totalitat de l'edifici, del qual tan sols se'n respecten les façanes. No sabem la sort que correran les espitlleres que podem veure a tot l'edifici i que constitueixen la part més antiga. Lamentablement la restauració no ha respectat tot el cos afegit al sud. Al mur sud del cos afegit hi podem veure un escut heràldic de poc vàlua.